# 玉城御殿
玉城御殿（たまぐすくうどぅん）は、尚清王の六男・東風平王子朝典を元祖とする琉球王族。第二尚氏の分家で九世・玉城按司朝長より玉城間切（現：南城市（玉城地区））の按司地頭をつとめた琉球王国の大名。
九世・朝長の時、玉城間切の按司地頭となり、以後琉球処分まで代々玉城間切を継承したため、玉城御殿と呼ばれるようになった。八世・朝意の娘・思真鶴金は尚穆王に嫁いで王妃（佐敷按司加那志）となった。十二世・朝敕の妻・仲井間翁主は、尚灝王三女である。十三世・朝知の時に琉球処分を迎えた。

## 系譜
- 一世・東風平王子朝典
- 二世・東風平按司朝易
- 三世・兼城按司朝實
- 四世・高嶺按司朝喜（金武御殿二世・金武王子朝貞の四男。朝實の養子となる）
- 五世・高嶺按司朝宜（朝喜長男。1673年、父から家督を継ぐも、護得久御殿四世・具志川按司朝孝が嗣子無きため、1678年、その家督を継ぎ、具志川按司朝宜を名乗る）
- 五世・高嶺按司朝寄（朝喜次男。家督相続）
- 六世・高嶺按司朝仁（享年六）
- 七世・高嶺按司朝愈（実父は護得久御殿五世・具志川按司朝宜。朝仁早世のため養子となる）
- 八世・高嶺王子朝意
- 九世・玉城按司朝長
- 十世・玉城按司朝孟
- 十一世・玉城按司朝昆
- 十二世・玉城按司朝敕
- 十三世・玉城按司朝知（伊江御殿十一世・伊江王子朝直の四男。朝敕の養子となる）
- 十四世・玉城尚秀（尚泰王五男。朝知の婿養子となる）